# Цијан
Цијан је зеленкасто-плава боја. То је изазвано светлошћу са таласном дужином између 490–520 nm, између таласних дужина плаве и зелене.
У суптрактивном систему боја, или ЦМИК, које могу бити превучене једна преко друге како би се добиле све боје за цртање и штампање. Цијан је иначе једна од примарних боја, заједно са магентом, жутом и црном.  У адитивном систему боја(или РГБ) који се користи се да се створе све боје на рачунару или тв екрану, цијан се добија мијешањем једнаких количина зелене и плаве свијетлости. Цијан је комплементарна боја од црвене; тако се она и може добити  уклањањем црвене боје из бијеле свијетлости. Мијешањем црвеног свијетла и цијан свијетла са одговарајућим интензитетом добит ће се бијела светлост.
Као веб-боја цијан се још назива Аква (Aqua). Друге боје које припадају спектру цијан су гроготовац, тиркизна, електрично плава, аквамарин, и друге описане као плаво-зелене.

## Галерија
- У РГБ моделу боја, који се користи за приказ боја на компјутерском и ТВ екрану, цијан се ствара комбинацијом зеленог и плавог свијетла.
- У РГБ точку адитивних боја, цијан је на средини измећу плаве и зелене.
- У ЦМИК моделу боја који се користи у штампању: цијан, магента и жута када се комбинују добија се црна. У пракси, пошто мастила нису савршена додаје се мало црног мастила.
- Колор штампачи данас користе магенту, цијан и жуту да се добије пун спектар боја.
- Цијан и црвена су комплементарне боје. Имају јак контраст и хармонију, и ако се комбинују добије се бијела, црна или сива у зависности који систем боја се користи.
- Цијан је боја плитке воде на пешчаној плажи. Вода апсорбује црвену боју дневне светлости и тако добијамо зеленкасто-плаву боју.
- Купола Тила Кари џамије у Самарканд, Узбекистан (1660) је цијан. Ова боја је распрострањена у архитектури широм Турске и Централне Азије.
- Планета Уранус као што је види Војаџер 2 свемирска сонда. Цијан боја је од метан гаса у атмосфери планете.
- Хируршки тим у Њемачкој. Хирурзи и медицинске сестре често носе одоре у цијан боји, и оперативне сале су често обојене у цијан јер је то комплементарна боја од црвене и тако смањује емоционалну реакцију на црвену боју крви коју добијамо при хируршкој операцији.[тражи се извор]

## Етимологија
Његово име потиче од грчког κύανος, римски превод kyanos, што значи "тамноплава, тамноплави емајл, лапис лазули". Раније је био познат као "цијан плави" или цијан-плава, и први пут је кориштен као име боје на енглеском језику 1879. године. Даље порекло имена боје може се пратити уназад до боје која се добијаја од различака (Centaurea cyanus).
У већини језика, 'цијан' није основни термин за боју и његова феноменологички изгледа као светло зеленкаста  нијанса плаве. Разлози, зашто је цијан није језички призната као основна боје се могу наћи у чињеници да често нема разлике између плаве и зелене у многим језицима.

## Цијан на интернету и у штампи

### Веб боје цијан и аква
Веб боја цијан, као што је приказано на десној страни је секундарна боја у моделу боја РГБ, која користи комбинације црвене, зелене и плаве светлости, да створи све боје на рачунарским и телевизијским екранима. У Х11 бојама, ова боја се зове цијан и аква. У HTML листи боја, ова боја се зове аква.
Веб боје су живље него цијан која користи се у ЦМИК систему боја, и веб боје се не могу да се тачно репродуковати на штампаној страници. Да се репродукује цијан веб боја као мастило, неопходно је да се дода дио бијелог мастила при штампању јер није примарна суптрактивна боја. То се зове аква (име од 1598), јер је то боја је повезана са водом, као што су боја воде на тропској плажи.

### Процес цијан (пигмента плава) (штампач плава)
Цијан је такође једна од најчешћих боје које се користе у штампи са четири боје, заједно са магента, жутом и црном; овај скуп боја се зове ЦМИК, као у спектру.
Иако се адитивна секундарна и суптрактивна примарне зову цијан, оне могу значајно да се разликују једна од друге. Цијан штампарска боја може бити засићена или мање засићена него РГБ секундарни плава, у зависности од тога која је боја у РГБ простору се користи и које мастило.
Процес цијан није RGB боја, и не постоји фиксно претварање из ЦМИК у RGB боје. Различите формулације се користе за штампаче, тако да су могуће разлике у штампаној боји  чисто цијан мастила. То је зато што у стварном свету одузима (за разлику од адитивног) мешање боја, и не даје увек исти резултат мешањем очигледно идентичних боја, пошто се одређене фреквенције филтрирају да произведу ефекат боје при узајамном дјеловању са другим бојама. Типична формулација процесне цијан се приказује у пољу боја са десне стране.

## У науци и природи

### Боја воде
- Чиста вода је скоро безбојна. Међутим, она апсорбује мало више црвене светлости него плаве, дајући великим количинама воде плаву нијансу; повећање расипања плаве светлости због ситних честица у води мења плаву боју према зеленој, обично у типичну цијан боју.[18]

### Цијан и цијанид
- Цијанид је добио своје име од пруске плаве, пигмента плаве, који садржи цијанид јон.[19]

### Бактерије
- Цијанобактерије (понекад се називају плаво-зелене алге) су важна карика у ланцу исхране.[20]

### Астрономија
- Планета Уран је обојена у цијан због изобиља метана у атмосфери. Метан апсорбује црвено светло и рефлектује плаво-зелено светло, које нам омогућава да га видимо као цијан.[21]

### Енергије
- Природни гас (метан), који се користи од стране многих за кућно кухање на гасној пећи, има пламен цијан боје када гори у смеши са ваздухом.[22]

### Фотографија и филм
- Цијанотип, или плава штампа, у процесу монохроматске фотографске штампе, који претходи употребу речи цијан као боје, даје дубоко цијан-плаву боју која је базирана на пруском плавом пигменту.[23]

### Медицина
- Цијаноза је ненормално плава коже, по правилу знак лоше потрошње кисеоника. тј. пацијент "цијанозан".[24]
- Плава је повезан са чакром грла у ведској медицине.[25]

### Одоре хирурга
- У 19. веку хирурзи су носили беле хаљине, а у 20. веку хирурзи почели да носе цијан или зелене хируршке хаљине, из неколико разлога. Прво, у светлијим оперативним салама, цијан рефлектује мање светлости него бијела и изазва мање оптерећење на очи медицинског особља. Друго, цијан је комплементарна боја црвеној, тако црвена крв на цијан одори изгледа црна или сива, а не црвена и није тако свијетла. Поред тога, помјерање погледа на цијан после гледања дуго времена у црвену не изазива да се цијан утисне у вид као што доводи прелазак са црвене на бијело. Коначно, јер се цијан сматра се да је опуштајућа и умирујућа боја, он изазива мање бриге код пацијената.[26]